# Walking On A Rainbow
Walking on a Rainbow (с англ. — «Прогулка по радуге») — дебютный альбом немецкой группы Blue System, выпущенный в 1987 году на лейбле Hansa Records. Альбом содержит хит «Sorry, Little Sarah». Позже на него сняли клип.

## Об альбоме
Альбом вышел 2 ноября 1987 года, через месяц после создания Blue System. Он содержит лид-сингл «Sorry, Little Sarah», а также такие хиты, как «Gangster Love», «She’s A Lady» (позднее продана Лесу Маккьюэну) и «Big Boys Don’t Cry». По большей части, треки в альбоме выполнены в макси-версиях. «She’s A Lady» и «Big Boys Don’t Cry» вышли в качестве промо-синглов в 1988 году в Дании и Испании. 
Альбом, как и дебютный сингл группы, вышел до официального распада Modern Talking. 
Лид-сингл с альбома «Sorry, Little Sarah» занял 13-е место в немецких чартах, а сам альбом — 11-е. 

## Список композиций
| №                   | Название                             | Длительность |
| ------------------- | ------------------------------------ | ------------ |
| 1.                  | «Gangster Love (Maxi Version)»       | 4:29         |
| 2.                  | «Sorry, Little Sarah (Maxi Version)» | 5:13         |
| 3.                  | «She's A Lady (Maxi Version)»        | 5:00         |
| 4.                  | «Voodoo Nights»                      | 3:24         |
| 5.                  | «Love Me More (Maxi Version)»        | 4:57         |
| 6.                  | «Emanuelle (Maxi Version)»           | 4:20         |
| 7.                  | «Big Boys Don't Cry (Maxi Version)»  | 5:06         |
| 8.                  | «G. T. O.»                           | 3:30         |
| Общая длительность: | Общая длительность:                  | 35:59        |